# Pohořice

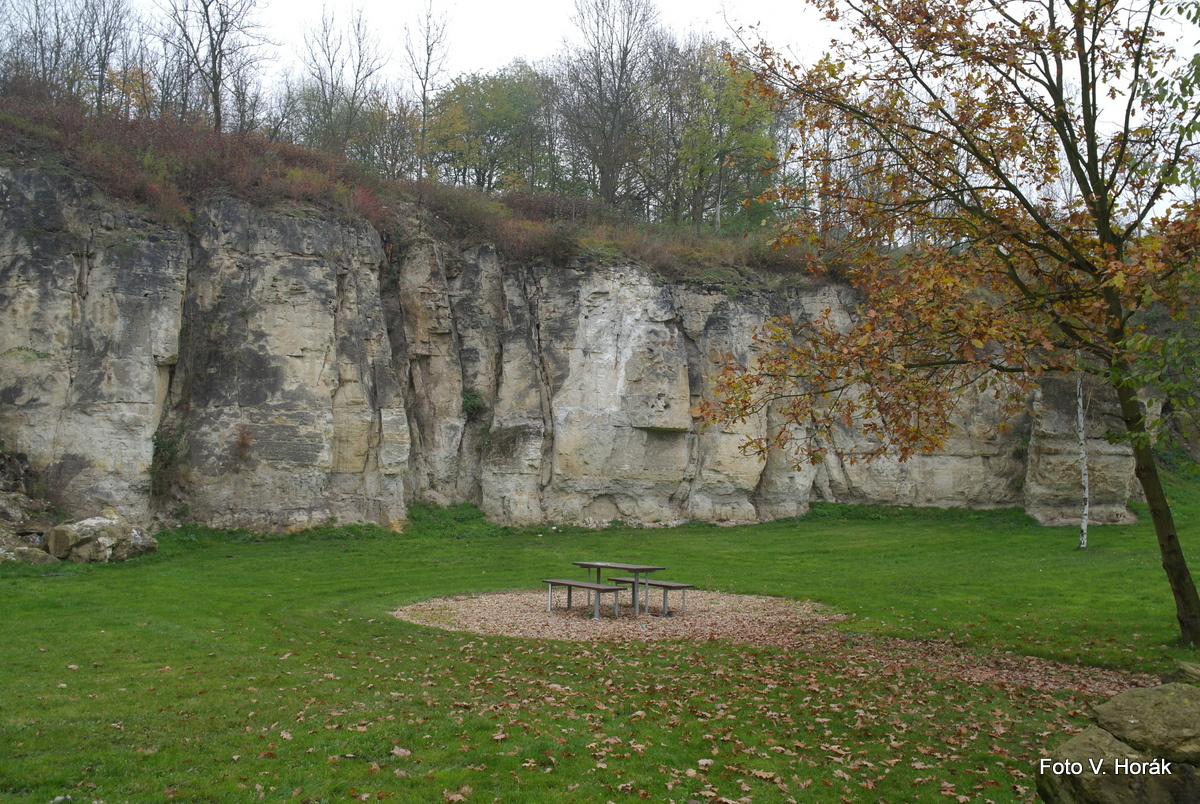
Pískovcové skály při silnici na Vrbku

Pohořice je část obce Martiněves v okrese Litoměřice. Je to místní část přidružená k Martiněvsi, nachází se severně od ní a tvoří s ní jeden celek. V roce 2016 bylo v Pohořicích evidováno 123 adres K 1. 1. 2021 zde trvale žilo 258 obyvatel. V Martiněvsi bylo evidováno 43 adres a 72 obyvatel.

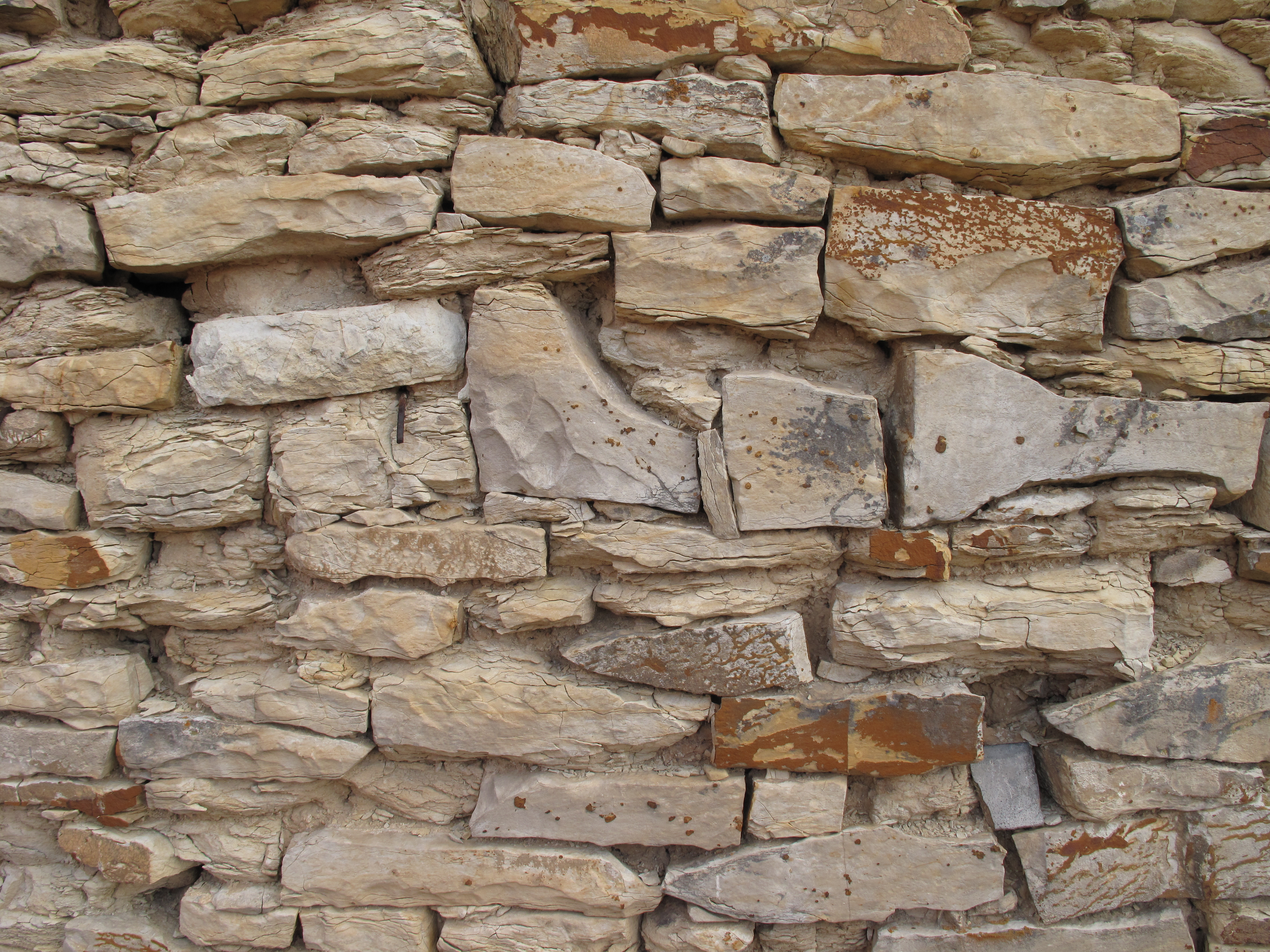
Zdivo v Pohořicích

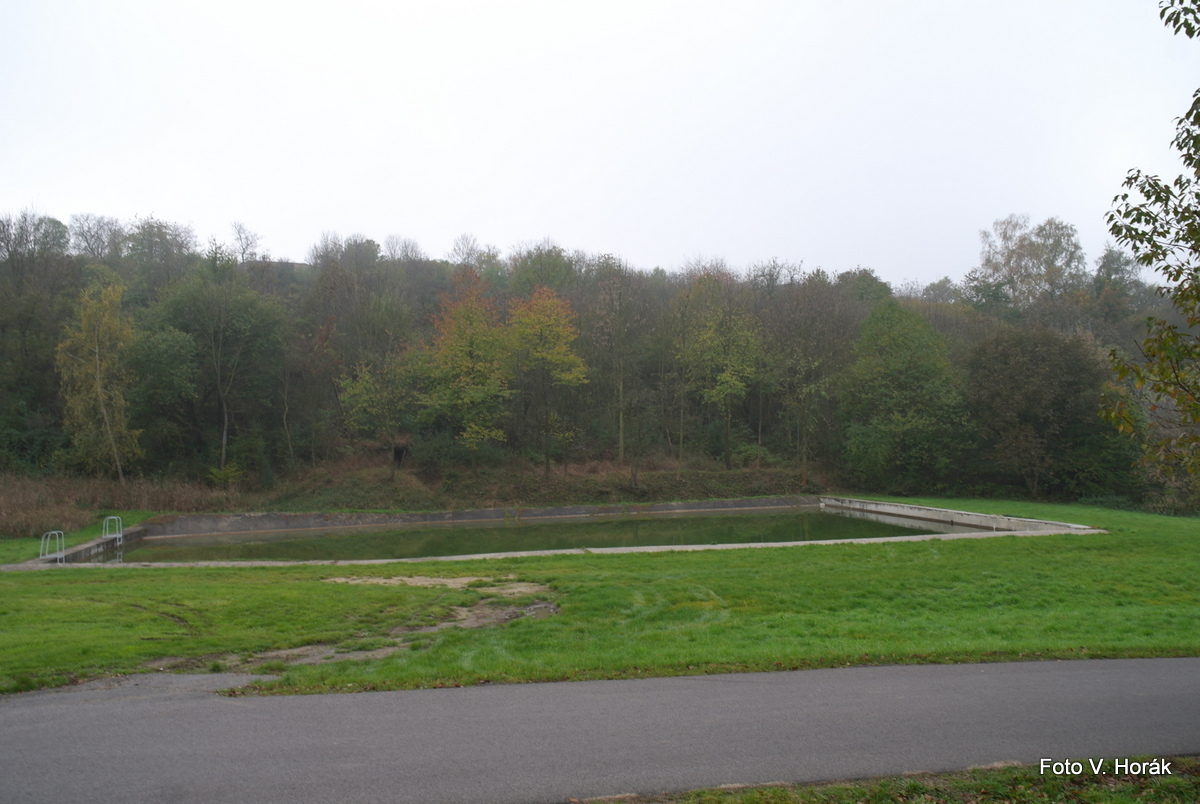
Vodní nádrž pod obcí

Martiněves i Pohořice leží ve společném katastrálním území Martiněves u Libochovic o výměře 9,1 km².
Sousedí s vesnicemi Charvatce, Račiněves, Přestavlky, Vrbka a Mšené-lázně. Nachází se 7 km jižně od Roudnice nad Labem, která je rovněž spádovým městem.

## Přírodní podmínky
Martiněves i Pohořice leží v rovinatém kraji zvaném Podřipsko, jehož dominantou je hora Říp. Nachází se nedaleko hranic ústeckého a středočeského kraje. Oblast Podřipska patří mezi nejteplejší v celé České republice. Srážky v této oblasti jsou částečně ovlivněny srážkovým stínem severních pohoří průměrně zde spadne okolo 500 mm srážek ročně.
Z každé strany obce je velmi rozdílný typ krajiny. V jižní a částečně i východní straně katastrálního území nejsou žádné lesy, převažujícím půdním typem jsou karbonátové černozemě na spraších, pod nimiž jsou jíly, a proto je veškerá půda je pro svou vysokou bonitu využívaná k zemědělství. Je zde nejvyšší místo s max. kótou 273 m n. m. Proto zde byl vybudován vysílač a rovněž zde byl postaven v roce 1964 vodojem zásobující jak Martiněves s Pohořicemi, tak Charvatce i Radešín.
Naopak v celé západní a severní části jsou převážně smíšené lesy a terén je velmi členitý díky Močidelskému údolí, kterým od Mšených - lázní protéká Mšenský potok. Z Martiněvsi sem vede komunikace směrem na Vrbku a překonává velké převýšení na necelých 3 km 100 výškových metrů. Přímo pod obcí ji lemují velké pískovcové skály.
Nachází se zde rybník situovaný ve spodní části Martiněvsi. Místními je nazýván jako Pivovarský nebo Pivák. V porovnání s minulostí je to jen zlomek vodních ploch v obci. Dle starých záznamů bylo v Martiněvsi pět menších rybníčků. Další byl u horního mlýna, kde je dodnes patrný jeho přibližný tvar. Tento rybník byl výrazně rozlehlejší než rybníky v obci. Kromě jednoho rybníka se dnes pod obcí nachází rozlehlá požární nádrž z r. 1975, která je pravidelně udržována.
Martiněves i Pohořice leží na skalním podloží tvořeném převážně z opuky, ta se vyskytuje v hojném množství i na polích směrem k Vrbce a proto tyto pole mají znatelně horší bonitu, nežli ty v jižní části. Ta byla i hojně využívána jako stavební materiál, který byl spolu s pískovcem nejdostupnější a naprostá většina starší zástavby má tuto skladbu.
S vodní erozí díky zalesnění velké části svahů nejsou velké problémy, ovšem směrem k Charvatcům a Račiněvsi je větším problémem větrná eroze. V zimě jsou zde běžné sněhové závěje, které pak komplikují dopravu.
Z nejvyššího bodu za vsí je možný také široký rozhled z jihu na převážnou část Kladenska, Mělnicka až na okraj Prahy a ze severu na téměř celé České středohoří včetně části Krušných hor.

## Historie
Nejstarší písemná zmínka pochází z roku 1340.
Původně se vesnice nazývala Martiněves – Pohořice, neboť se skládá ze dvou vesnic. Hranici tvoří silnice vedoucí do Vrbky, přičemž severně od ní jsou Pohořice a jižně Martiněves. V období socialismu se téměř vytratil název Pohořice. To dokazuje i sčítání lidu z let 1961 a 1970, kdy se vše počítalo pod Martiněves. Jenže ke zrušení nakonec Pohořic nedošlo i z toho důvodu, že jsou zde zvlášť číslovány domy. Také rozloha Pohořic je znatelně větší a je také faktem, že Pohořice mají více než trojnásobek čísel popisných i obyvatel, než Martiněves. Každá z vesnic má také svou náves – Martiněveská i Pohořická. Většina z občanské vybavenosti je také v Pohořicích včetně obecního úřadu.
O původu názvu existuje několik verzí. Jedna zní, že se Pohořice - dříve také Podhořice - nacházely jak z názvu plyne pod horou. Onou horou myšleno návrší, na němž se nachází. Další verze uvedená v knize Libochovice z roku 1937 uvádí, že název osady Pohořice znamená naopak osadu na vrchu. V Pohořicích je dokládána i tvrz.
Sousední Martiněves je starší, bezpečně písemně doložen v listině z r. 1226, kterou král Přemysl Otakar I. potvrzuje doksanskému klášteru jeho statky, daruje mu další a uděluje mu různé svobody. Právě mezi statky, které jsou zde vyjmenovány, se nachází název obce – Martiněves. Název obce je odvozen od vlastního jména Martin (náčelník kmene Čechů). V minulosti vlastnilo společnou obec Martiněves, Pohořice a Charvatce velké množství majitelů. Nejdéle vlastnili Martiněves Kinští. Za Františka Oldřicha Kinského (od r. 1765) byly obce připojeny k panství zlonickému.
Obě světové války do života v obcích nějak zvlášť nezasáhly. Ovšem doba po únoru 1948 negativně obec zasáhla. V této době též vzniklo v obci Jednotné zemědělské družstvo. Vzhledem k tomu, že zde byl velký počet sedláků, kteří odmítali do něj vstoupit, tak se nedařilo zakládat družstvo rychle. Z kraje padesátých let byla postupně většina rodin sedláků mající nad 20 hektarů půdy násilně vystěhována. Běžné bylo, že podobně jako v jiných obcích někteří dokonce skončili v pracovním táboře, jejich dětem bylo zakázáno studovat a dostali též na doživotí zákaz vstupu nejen do obce, ale i celého okresu.
O několik let později bylo družstvo připojenu k tomu v Charvatcích. To se postupně rozvíjelo a vzniklo několik zemědělských areálů. Mělo vliv na většinu vývoje obce a pracovala v něm převážná část obyvatel. V té době byla velká část ulic vydlážděna, byly vybudovány chodníky a další infrastruktura. Ve východní části Pohořic byl vepřín, který v současnosti chátrá a je největším brownfieldem. Nedaleko něj byl další areál, který se podařilo uchovat v lepším stavu. Nacházela se zde i drůbežárna. Po rozpadu družstva působí v obci několik soukromých farem.
Po roce 2000 se rozvoj soustředil do výstavby několika rodinných domů. Nejvíce jich vzniklo nedaleko lesa v západní části navazující na ulici zvanou Vinohrad.

### Otakar Hostinský

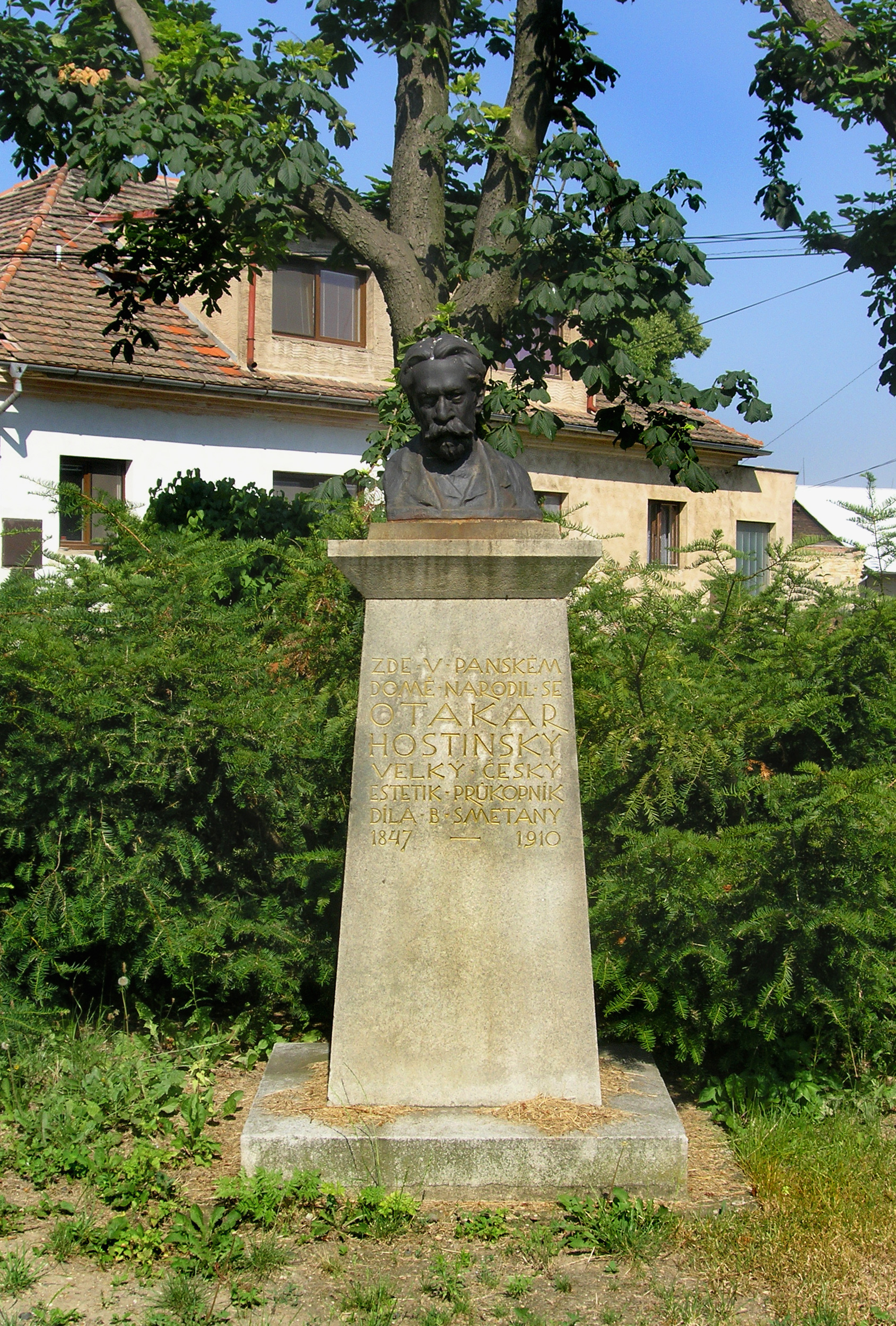
Busta Otakara Hostinského

Významný rodák Dr. Otakar Hostinský (1847–1910) byl profesor estetiky a hudební vědec. Narodil se v Martiněvsi v panském domě, čp. 1, kde jeho otec řídil stavbu cukrovaru v Martiněvsi. Hostinský byl velice činný v kulturním životě. Jeho hlavní náplní bylo studovat a propagovat dílo Bedřicha Smetany. Dále se podílel na přípravách otevření Národního divadla, byl dlouholetým významným činitelem Umělecké besedy, působil na české univerzitě od jejího založení, atd.
Dne 20. 6. 1937 byl Dr. Hostinskému odhalen v Martiněvsi pomník. Jedná se o mramorový podstavec, na jehož vrcholu je usazena busta. Původní bronzová busta však byla roku 2001 odcizena a nahrazena litinovou replikou. Současně s odhalením pomníku, byla uvedena do provozu stezka Dr. Otakara Hostinského, směřující ze Mšených lázní do Martiněvsi.

### Významné stavby v obci
- Statky

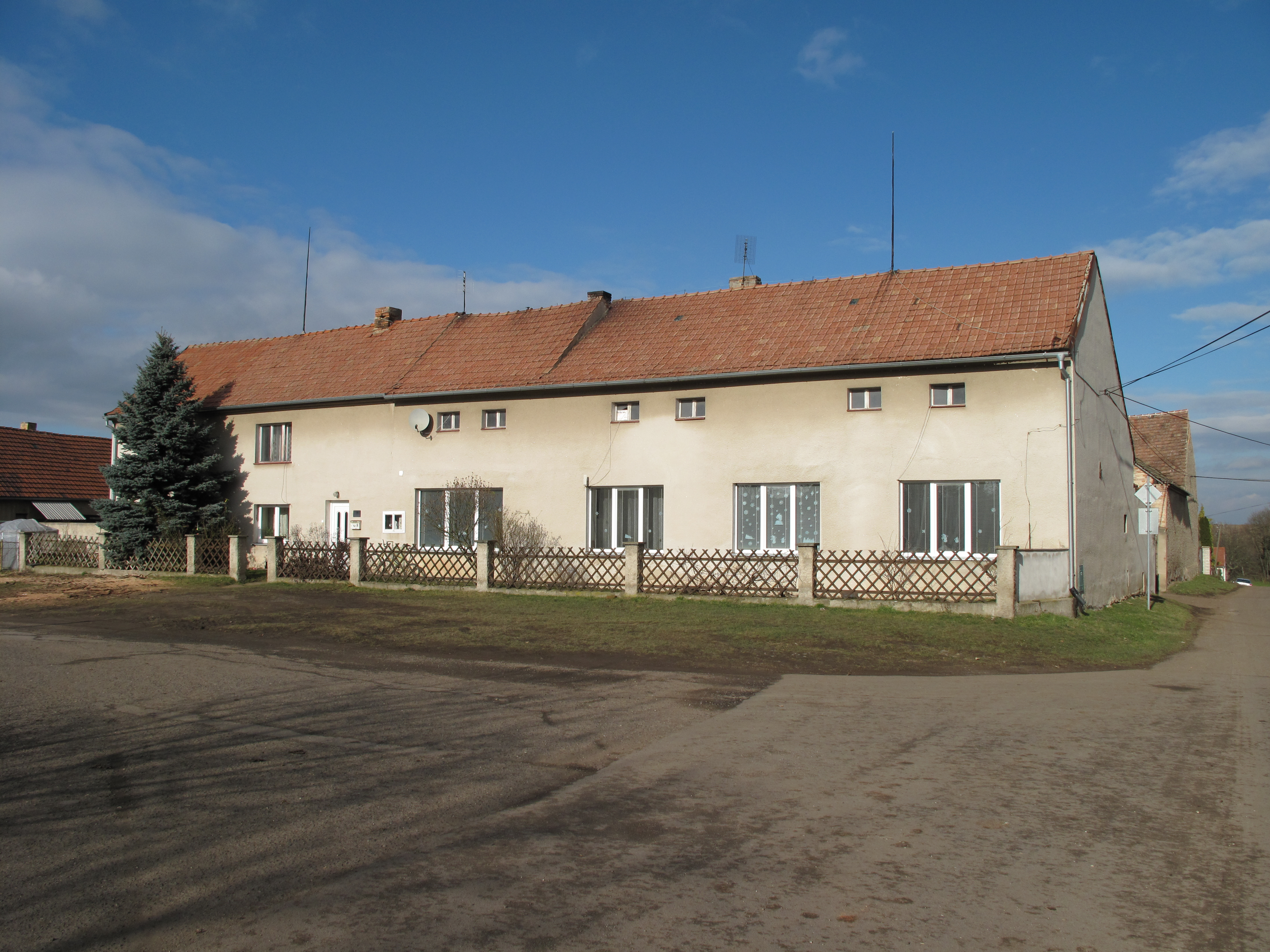
Koudelkovic statek, Pohořice č.p. 8

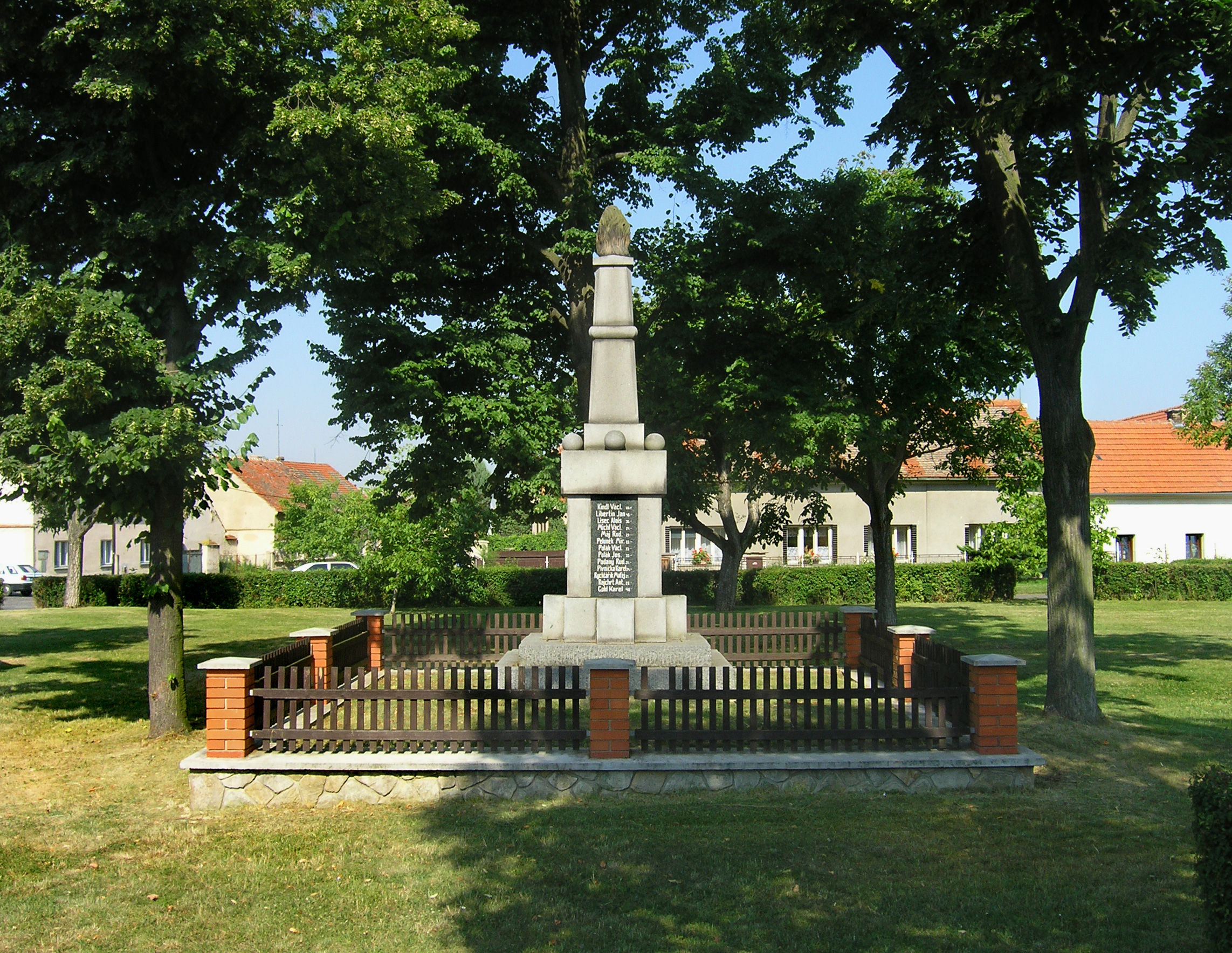
Pomník padlých na návsi v Pohořicích

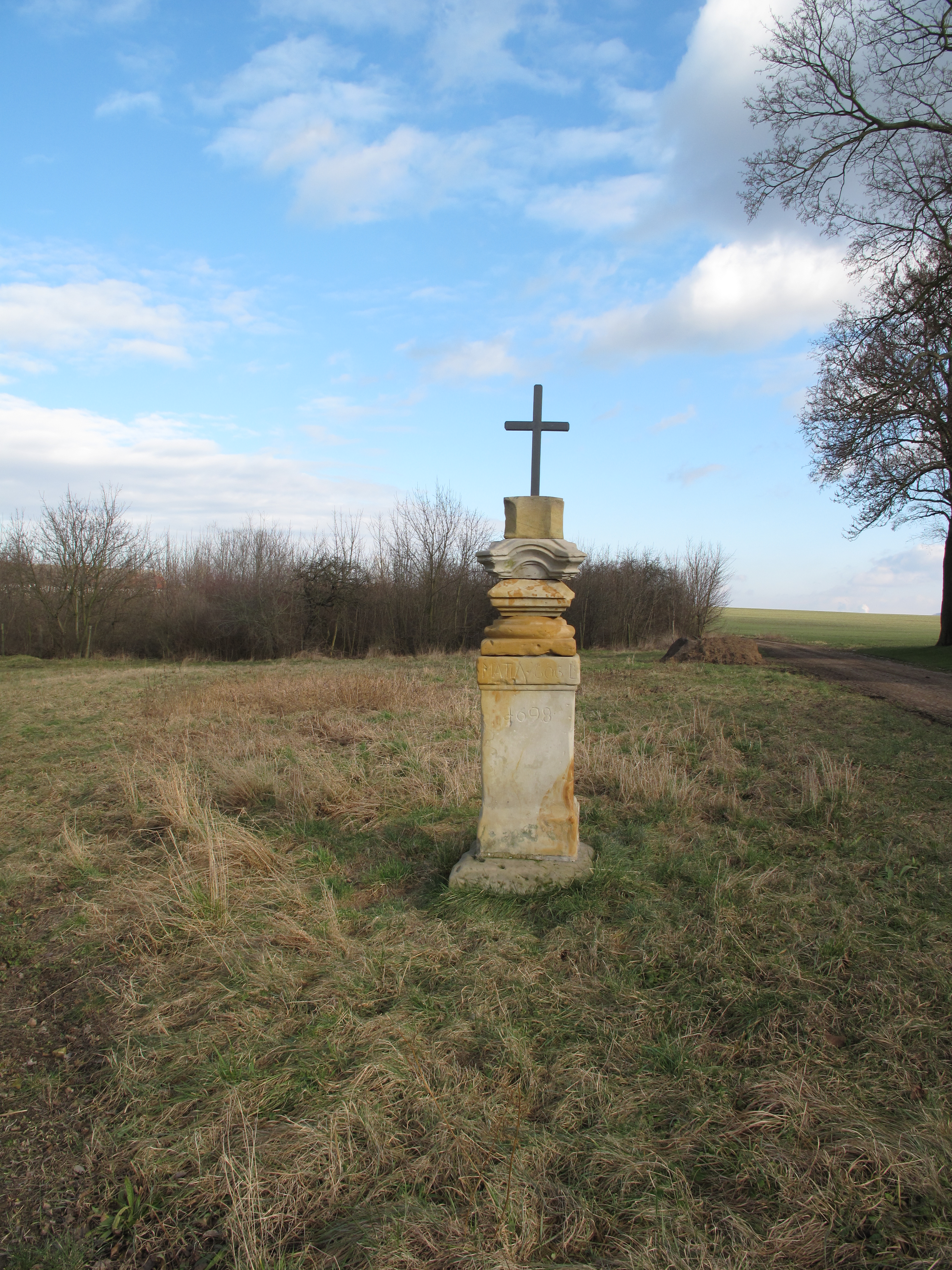
Boží muka u bývalého Komedovic hostince

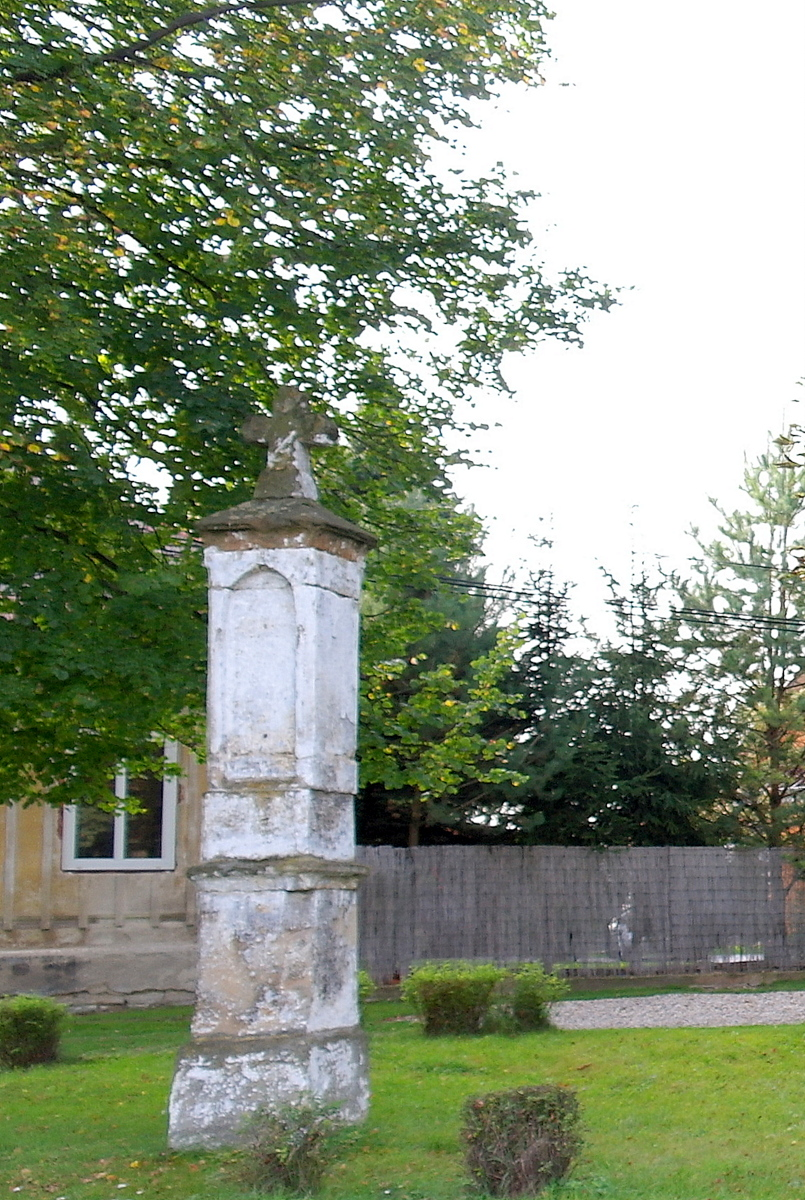
Boží muka u sokolovny

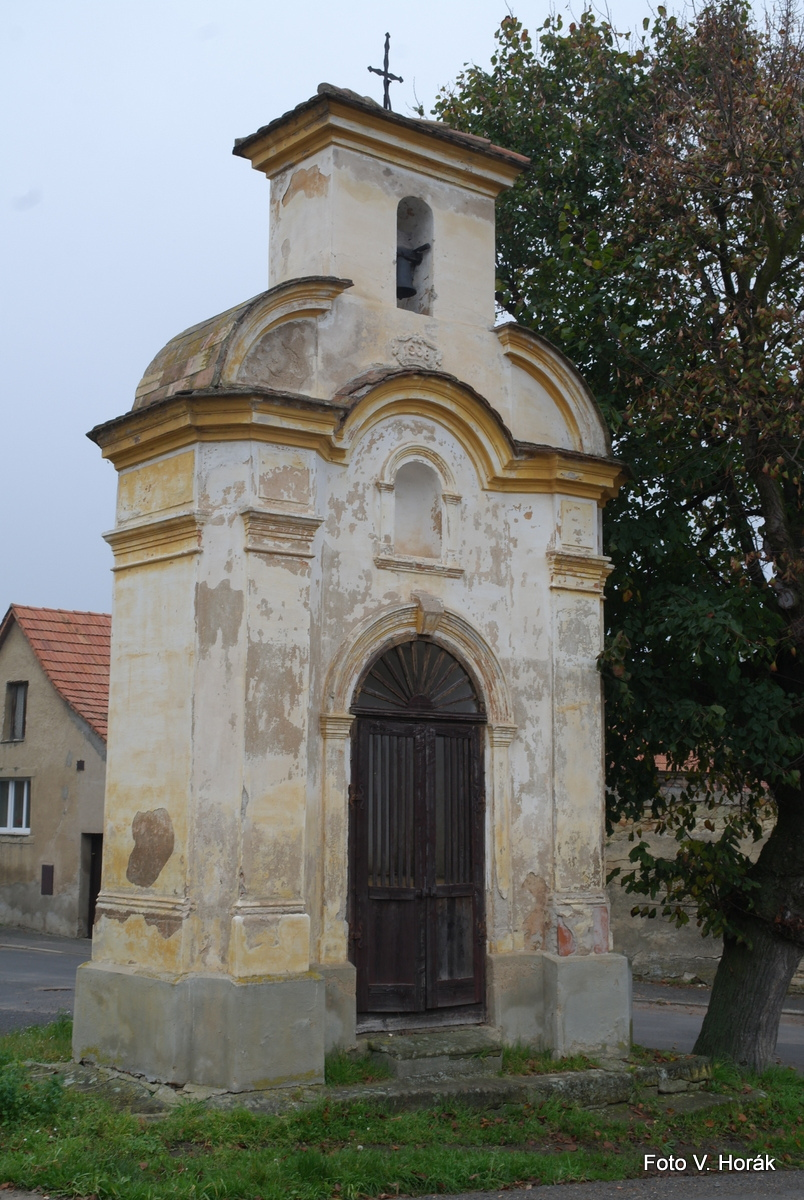
Kaple v Martiněvsi

čp. 1 - Uváděné stavby jsou společně s Martiněvsí, jelikož vývoj obou obcí byl společný. Vzhledem k tomu, že Martiněves s Pohořicemi jsou jako okolní obce původem zemědělské, tak zde nalezneme převážně tyto stavby.
V areálu dvora stojí jako v Charvatcích špýchar se znakem rodu Kinských a letopočtem 1722. K jeho západní stěně je přimknutá kovárna, rovněž z tohoto období. Dále se ve dvoře nachází dříve obytná patrová budova. Její historie je velice zajímavá. Původně zde byla tvrz, postupem času hospodářská budova cukrovaru, narodil se zde například profesor Otakar Hostinský. Za socialismu zde působilo JZD Charvatce a to je bohužel neudržovalo. Všechny uvedené budovy nacházející se v bývalém dvoře jsou proto ve špatném technickém stavu, některým dokonce hrozí zřícení. V současnosti v areálu působí strojírenská firma.
čp. 2 - Zachovala se krásná klenutá okna. Místy patrná klenba zazděných vjezdových vrat.
čp. 4 - V minulosti dominantou návsi. Dochovala se pouze obytná patrová budova, kde jsou bytové jednotky a část chlévů. Na prostranství dvora se nacházejí dva dvoupatrové bytové domy (čp. 3, 5).
- Zájezdní hostinec

Obcí procházela v minulosti formanská magistrála. Magistrála vedla z Prahy přes Radešínek, okolo Charvatec a přes Pohořice pokračovala dále do Drážďan, Lipska a Berlína. Významnost dokládá i Müllerova mapa Čech, na které je tato komunikace zakreslena. Z dob největší slávy této komunikace se na okraji Pohořic zachoval starý zájezdní hostinec čp. 37. Ten byl na konci devadesátých let v žalostném stavu a v posledních letech ho nový majitel velmi citlivě opravil a dnes je již po právu jednou z dominant Pohořic.
- Milníky

Ty jsou rovněž pozůstatkem z doby magistrály. První je severně od obce ve vzdálenosti cca 1,5 km. Je cca 4 m vysoký a na jeho vrcholu je dnes již „nečitelný“ znak – erb. Průřez dříku sloupu má tvar osmihranu. Druhý milník je přímo u zájezdního hostince v Pohořicích. Stejně jako hostinec byl i milník opraven.
- Kapličky

Kapličky jsou také z doby formanské magistrály. Kaplička Sv. Jána se nachází na úrovni křížení staré magistrály (dnes již polní cesty) a silnice vedoucí z Martiněvsi do Račiněvsi. Jedná se o zděnou kapličku se čtyřmi výklenky (v každé stěně jeden). Směrem k Radešínku je přibližně v jedné třetině délky cesty rozbořený kamenný sloup – tzv. Beranova kaplička.
- Pomníky

Na okraji Martiněvsi vedle sokolovny je pomník Otakara Hostinského. Tvoří ho busta s portrétem. Na pohořické návsi se zase nachází pomník se jmény občanů Martiněvsi, Pohořic a Charvatec padlých v letech 1914–1918. K odhalení pomníku došlo dne 7. 9. 1924.

### Živnosti
V 18. století byla za majitele Josefa Jana Maxmiliána Kinského (od r. 1728) zřízena továrna na spřádání vlny. Kinského k tomu vedlo, že měl při dvorech v Charvatcích a v Martiněvsi mnoho ovcí a rozhodl se tak vlnu zužitkovat.
Za kněžny Vilemíny (od r. 1836) rozené hraběnky Collorado-Mansfeldové (vdova po Rudolfu knížeti Kinském) byl zřízen v Martiněvsi roku 1840 cukrovar.
Za knížete Františka Kinského (od r. 1885) byla založena roku 1886 továrna na výrobu kostní moučky. Ani jedno z uvedených průmyslových zařízení již neexistuje a v obci je v některých případech připomínají pouze budovy, nebo areály ve kterých se nacházely.
V Martiněvsi se nacházel i pivovar, ale není známo, kdy a kým byl založen. Známe pouze jeho přibližnou polohu. Do dnešních časů se dochovaly místní názvy – rybník Na pivovaře (Pivovar) a dnes již neexistující rybník Pod pivovarem. Asi nejvzácnější památkou, která se dochovala z dob provozování pivovaru, jsou krásné kamenné sklepy, nacházející se dnes na soukromém pozemku.
Pod Martiněvsí na Mšenském potoce podél silnice na Vrbku a železniční trati jsou dva bývalé mlýny – horní a dolní. Horní mlýn pochází ze 16. století. Dolní mlýn byl vystavěn v 18. století. V současné době jsou oba mlýny obydleny. V obci se nachází také pozdně barokní kaple z konce 18. století, opravená r. 1908.
- Obchody

Z kroniky obce se lze dozvědět, že v obci bylo až do dob První republiky mnoho prodejen. Bylo zde řeznictví v Martiněvsi čp. 9 (při hostinci Rabuš), obchod v Martiněvsi čp. 12 (U Marešů), obchod v Pohořicích čp. 66 (Karel Fišer), pekařství v Pohořicích čp. 13, trafika v Pohořicích (dům dnes již nestojí, nacházel se na místě vedle dnešního obchodu pana Tydlitáta), obchod v Pohořicích čp. 98 (Jan Fišer).
- Hostince

Počet hostinců byl na dnešní dobu také nezvykle velký. Panský hostinec v Martiněvsi čp. 1, Rabuš v Martiněvsi čp. 9, Martiněves čp. 21 (U Halbichů, U Valoušků), v Pohořicích čp. 2 (U Polívků, U Rybářů), bývalý zájezdní hostinec v Pohořicích čp. 37 (Na Zadní), v Pohořicích čp. 104 (U Bílého koně).

## Samospráva
Vzhledem ke své poloze souvisely Martiněves a Pohořice od pradávna s poddaností pospolu (společně s Charvatcemi). Pohořice nikdy neměly samostatné obecní zastupitelstvo, či jinou samosprávu.
Do reformy územního členění z roku 1949 patřil Martiněves s Pohořicemi do středních Čech, od té doby je součást severních Čech. Z církevního členění patří stále pod Arcibiskupství pražské, farnost Budyně nad Ohří.

### Územněsprávní členění
- od středověku do 1714 – Slánský kraj
- 1714–1850 – Rakovnický kraj (sídlo Slaný)
- 1850–1855 – Pražský kraj, politický okres Roudnice nad Labem, soudní okres Libochovice
- 1855–1862 – Litoměřický kraj, politický okres Roudnice nad Labem, soudní okres Libochovice
- 1862–1939 – Země Česká, politický okres Roudnice nad Labem, soudní okres Libochovice
- 1939–1942 – Země Česká, Oberlandrat Mělník, politický i soudní okres Roudnice nad Labem[14]
- 1942–1945 – Země Česká, Oberlandrat Praha, politický i soudní okres Roudnice nad Labem[15]
- 1945–1949 – Země Česká, politický okres Roudnice nad Labem, soudní okres Libochovice
- 1949–1960 – Ústecký kraj, okres Roudnice nad Labem
- 1960–2001 – Severočeský kraj, okres Litoměřice
- od 2001 – Ústecký kraj, okres Litoměřice, ORP Roudnice nad Labem

## Obyvatelstvo
Počet obyvatel narůstal nejvíce v období od 2. pol 19. století a maxima dosáhl na počátku 20. století, kdy Martiněves přesáhl 260 obyvatel a Pohořice měly chvíli až přes 700 obyvatel. V součtu tak zde žila téměř tisícovka obyvatel, což v současnosti nemá obec ani s Charvacemi a Radešínem dohromady. I přes tento počet zde nikdy nevznikla na rozdíl od ostatních obcí škola a děti docházely do Charvatců a posléze do Mšených-lázní. V první světové válce muselo narukovat několik desítek mužů do armády. Jejich památku připomíná pomník padlých. Po druhé světové válce ovšem došlo postupnému úbytku obyvatel. V obcích se tak za První republiky snadno uživilo několik prodejen všeho druhu včetně několika hostinců.
Největší úbytek obyvatel nastal za socialismu, kdy polovina obyvatel odešla do měst. Po Radešínu zde nastal druhý největší úbytek obyvatel. V posledních letech se trend obrátil v postupný nárůst, zejména díky dobré poloze blízkosti Roudnice nad Labem a hlavně dálnice D8 do Prahy. Skutečný počet obyvatel je ovšem vyšší až o několik desítek, jelikož velký počet domů je obydleno lidmi, kteří zde nemají trvalé bydliště.
Počet domů se také měnil, přes dvacet čísel popisných dnes již neexistuje (více jich chybí v Pohořicích). Můžeme se setkat s velmi chaotickým[ujasnit] číslováním domů, je časté, že dvě sousední čísla jsou na opačných stranách vesnice.
| | 1869 | 1880 | 1890 | 1900 | 1910 | 1921 | 1930 | 1950 | 1961 | 1970 | 1980 | 1991 | 2001 | 2011 |
| --- | ---- | ---- | ---- | ---- | ---- | ---- | ---- | ---- | ---- | ---- | ---- | ---- | ---- | ---- |
| Obyvatelé | 214  | 264  | 247  | 262  | 230  | 260  | 177  | 131  | 436  | 379  | 99   | 99   | 97   | 78   |
| Domy | 35   | 32   | 39   | 39   | 39   | 45   | 47   | 43   | 210  | 132  | 28   | 32   | 35   | 38   |
| Tabulka zahrnuje v letech 1961 a 1970 údaje místní části Pohořice. Data z roku 1961 zahrnují i domy místní část Charvatce. |      |      |      |      |      |      |      |      |      |      |      |      |      |      |

|                                                                        | 1869 | 1880 | 1890 | 1900 | 1910 | 1921 | 1930 | 1950 | 1961 | 1970 | 1980 | 1991 | 2001 | 2011 |
| ---------------------------------------------------------------------- | ---- | ---- | ---- | ---- | ---- | ---- | ---- | ---- | ---- | ---- | ---- | ---- | ---- | ---- |
| Obyvatelé                                                              | 452  | 470  | 507  | 536  | 527  | 553  | 525  | 338  | .    | .    | 213  | 161  | 159  | 200  |
| Domy                                                                   | 82   | 91   | 92   | 106  | 110  | 114  | 128  | 128  | .    | .    | 90   | 94   | 118  | 120  |
| Data z let 1961 a 1970 jsou zahrnuty do údajů místní části Martiněves. |      |      |      |      |      |      |      |      |      |      |      |      |      |      |

## Spolky v obci
V roce 1901 byl původně v Charvatcích založen Spořitelní záložní spolek pro Charvatce a okolí. Počet členů spolku časem výrazně vzrostl, ale většinu členů tvořili občané Martiněvsi a Pohořic. Proto byl spolek přestěhován posléze do Martiněvsi a přejmenován na Spořitelní a záložní spolek pro Martiněves a okolí. Podobný spolek ovšem pod názvem Raiffeisenka vznikl i v sousedním Radešíně.
Doba socialismu měla ovšem za následek zaniknutí většiny spolků, z nichž byly výjimkou sbory dobrovolných hasičů.
- Sbor dobrovolných hasičů Martiněves

Sbor vznikl již v roce 1884 a je tak nejstarším spolkem. Pro obě místní části je jako všechny spolky společný. V současnosti sbor funguje velmi málo, protože většinu kulturních akcí pořádá Sokol.
- Tělovýchovná jednota Sokol

Spolek vznikl 15. 7. 1920. Ve stejném roce ještě vznikla Dělnická tělovýchovná jednota (25. 9. 1920), ta ovšem nefunguje. Sokol byl po dobu komunismu nečinný, dnes je v obci nejaktivnějším spolkem. Každý rok s obcí spolupořádá mnoho kulturních akcí. Patří pod Župu Podřipskou v Roudnici nad Labem.
- Myslivecké sdružení

Myslivecké sdružení soustřeďuje všechny místní části obce Martiněves. Má název Myslivecké sdružení Martinské stráně. Taktéž se stará o kulturní život v obci, například pořádá každoročně ples.

## Současnost

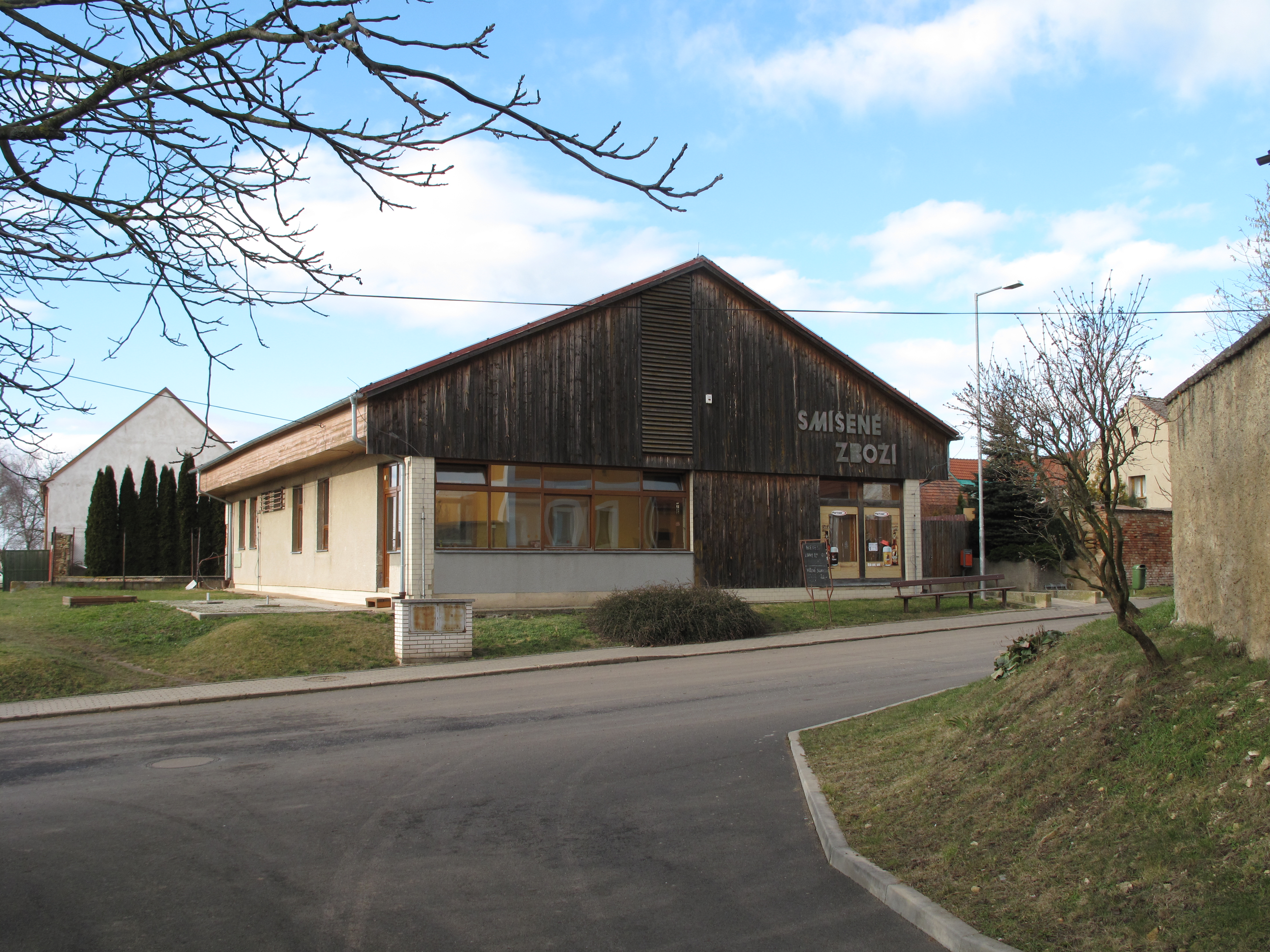
samoobsluha

V obci sídlí Obecní úřad. V jeho budově je taktéž veřejná obecní knihovna. V obci je jeden hostinec a velice dobře zásobený samoobslužný obchod. Na okraji Martiněvsi hasičská zbrojnice, sokolovna, Mateřská škola a naproti ní fotbalové hřiště. Na pohořické návsi bylo postaveno v roce 2014 dětské hřiště. Dále v obci působí několik podnikatelských subjektů, v Pohořicích zakázkové truhlářství a kovovýroba a v Martiněvsi v bývalém JZD čp. 1. rovněž kovovýroba. Na jižní straně se nacházel areál bývalých vojenských kasáren, které byly prodány a areál slouží jako skladiště stavební firmy. Na okraji Pohořic jsou bohužel opuštěné chátrající zemědělské stavby, které jsou jedním z problémových míst. I tak se ale daří postupně většinu domů opravovat. Působí zde několik soukromých farem, které obhospodařují převážnou část polí v okolí. Je zde několik živnostníků, zbylí lidé dojíždějí za prací do firem na Roudnicku. Do budoucna se počítá s investicemi především do oprav infrastruktury.

## Hospodářství a doprava
Obec má kompletní vybavení veřejnými sítěmi.
Elektrifikace obce proběhla ve 20. letech 20. století. Ještě za socialismu byly rozvody proudu umístěny pod zem (mimo jedné ulice poblíž silnice na Vrbku, kde je velmi kopcovitý terén). Elektrifikováno je 100% obyvatel.
Na počátku sedmdesátých let byla vybudována v Martiněvsi splašková kanalizace. Ta začínala na okraji obce ve vojenském areálu a vyúsťovala do Mšenského potoka.
V roce 1964 byl položen obecní vodovod. Trubky byly původně z azbestocementu, v roce 2010 byla část při stavbě kanalizace vyměněna za plast a v roce 2016 došlo k výměně ve zbylé části obce rovněž s výstavbou kanalizace. Voda je dopravována z úpravny v Brníkově do vodojemu o objemu 150 m3 u Martiněvsi a dále do všech místních částí obce Martiněves. Do roku 2014 byla voda jímána v nedalekém Močidelském údolí, postupně ale přestala být nezávadná a byla propojena s vodovodem ve Mšených lázních, což umožnilo využít vodu právě z Brníkova. Vodovod zásobuje 100% obyvatel.
Od počátku 90. let 20. století byla snaha vybudovat plynofikaci, to se podařilo až v roce 1998.
Splašková kanalizace byla budována ve dvou etapách. První etapa proběhla v roce 2010, kdy byla položena při silnici do Charvatec a po hlavní komunikaci do Pohořic až po náves. Nad požární nádrží je jímka. V roce 2016 a 2017 byla dokončena v celé obci. Splašky ze severní části Pohořic jsou gravitačně dopraveny do jímky a přečerpávány do té druhé nad nádrží a po té přečerpány do Charvatec a dále do ČOV Mšené-lázně.
V obci je také rozvedeno telefonní vedení.
V okolí prochází také vedení nadregionálního významu. Jedná se o VVTL plynovod Hospozín - Čížkovice DN 300, který prochází přímo katastrem obce.
Obcí prochází dvě silnice III. třídy. Komunikace jsou v dobrém stavu, prošly letech 2011 a 2016 rekonstrukcí.
- III / 23741 - spojuje Martiněves s Charvatcemi a Račiněvsí na II/240 (směr Roudnice nad Labem a D8)

- III / 24615 - dělí Martiněves a Pohořice a vede do Vrbky a do Budyně nad Ohří a k II/118.

Dálnice D8 (exit 29) je ve vzdálenosti 7 km. Cesta na severní okraj Prahy trvá přibližně 30 minut.
Dopravu pro občany zajišťuje pouze autobusová doprava, neboť železniční byla v prosinci 2006 zrušena a v současnosti zde projíždí turistická linka Podřipský motoráček z Roudnice do Libochovic o víkendech a svátcích od dubna do října. Obslužnost obce zajišťuje kraj v rámci integrovaného systému DÚK (Doprava Ústeckého kraje). Dopravní obslužnost je kvalitně zajištěna v pracovních dnech i o víkendech. Několika přímými spoji denně tam a zpět v pravidelných intervalech se lze dopravit do Roudnice nad Labem, Libochovic, Lovosic, Loun a s jedním přestupem i do Slaného, Litoměřic a Prahy.

## Další fotografie

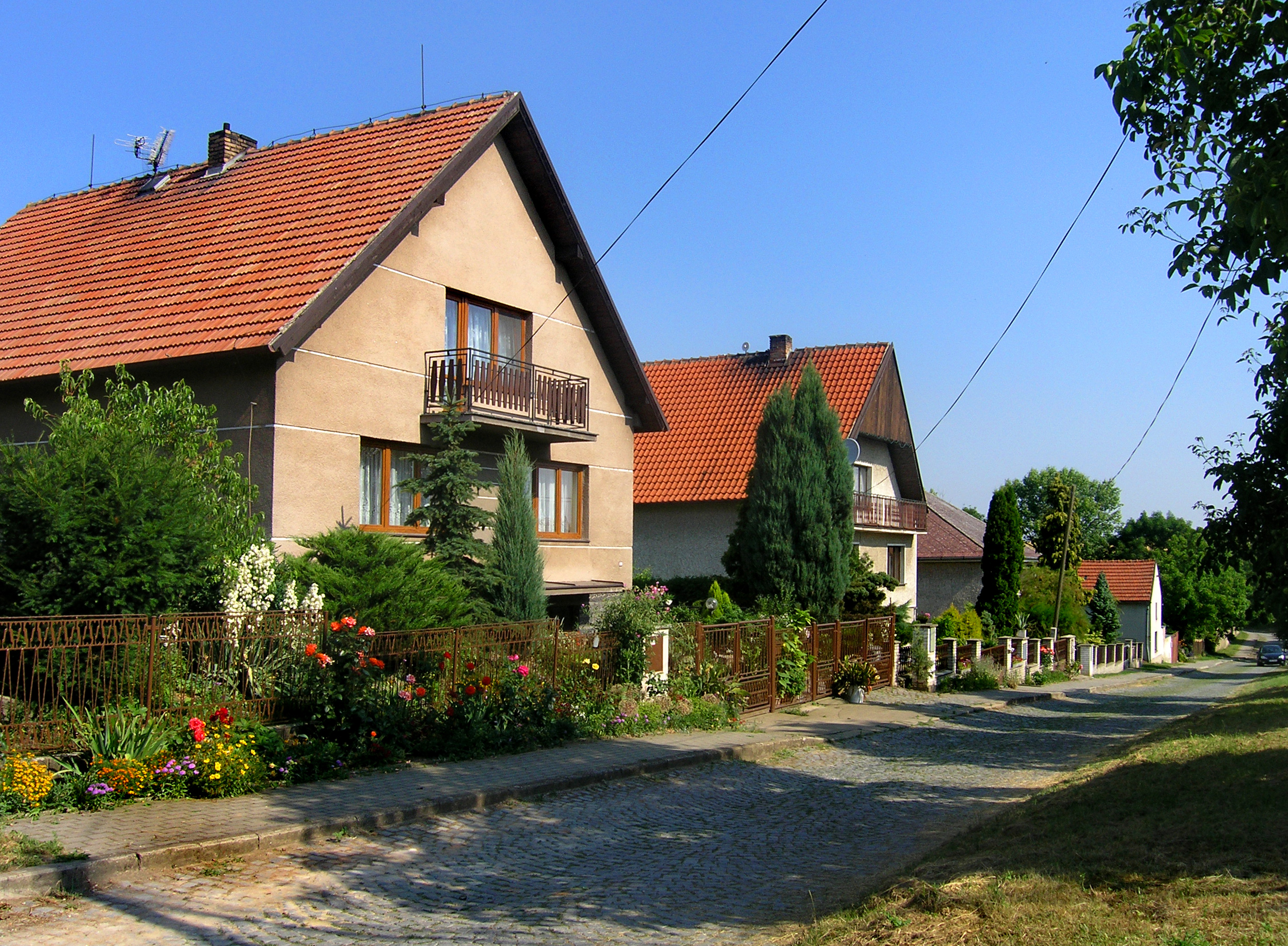
Vilky v severní části
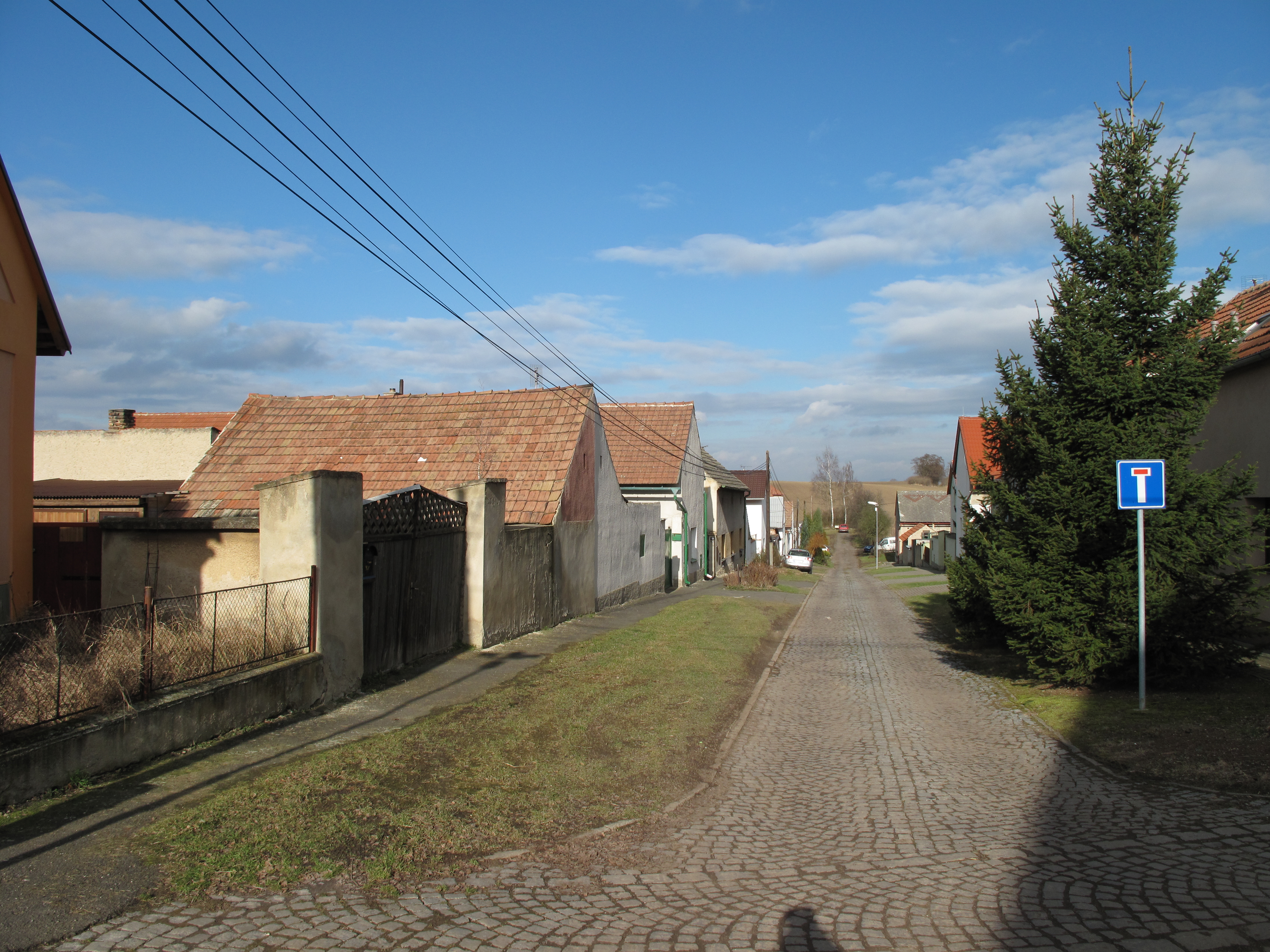
Slepá prostřední ulice v severní části Pohořic
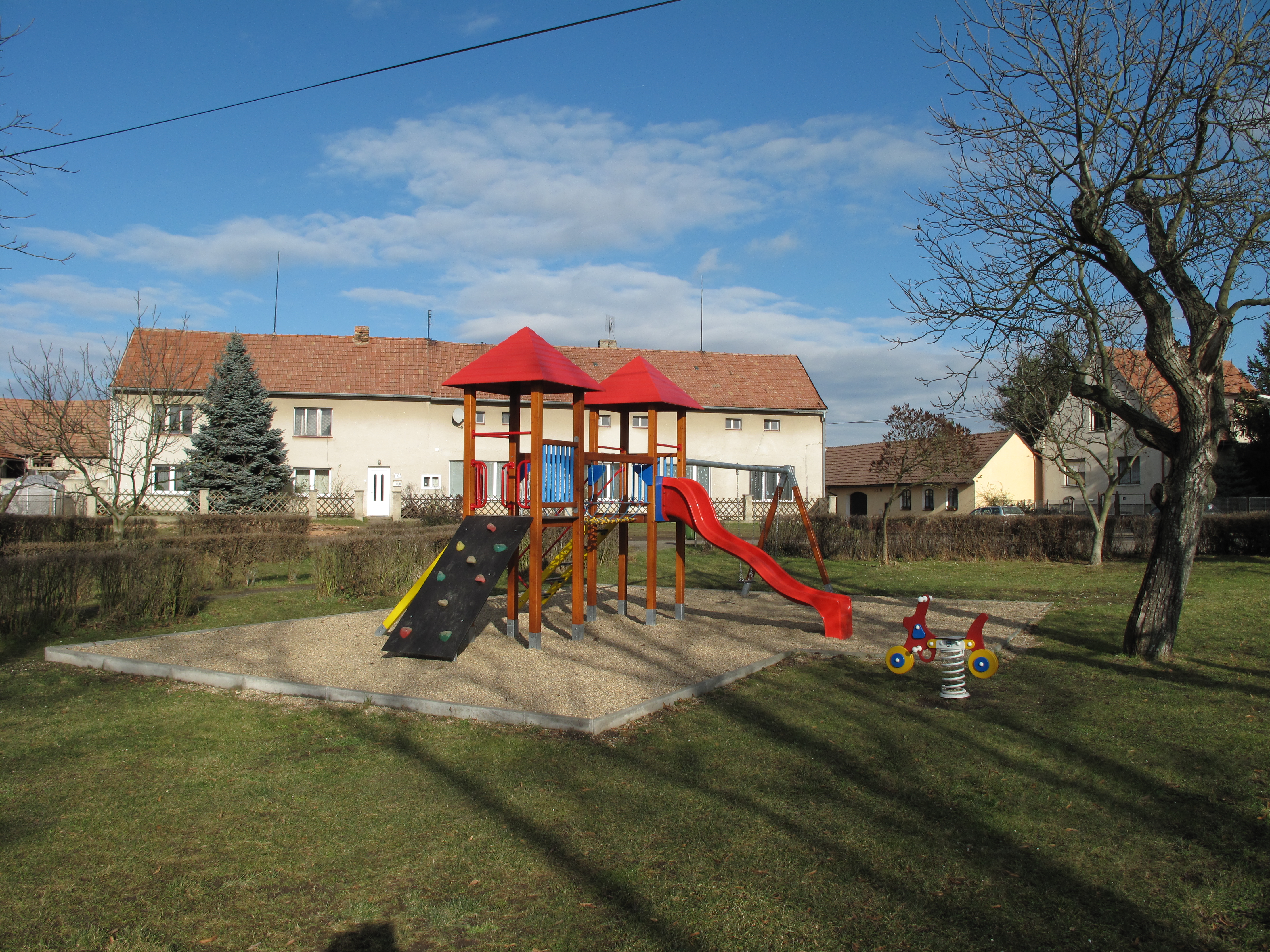
Dětské hřiště
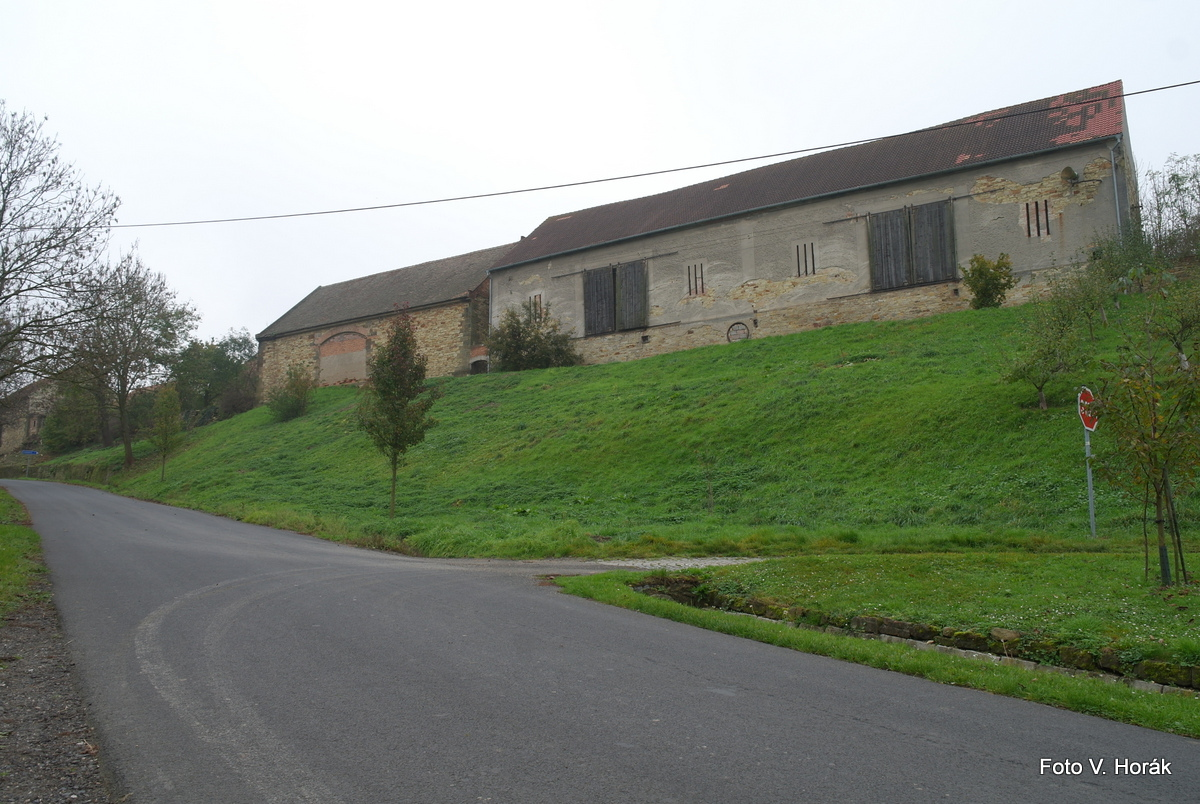
Zemědělská stavení ze silnice na Vrbku
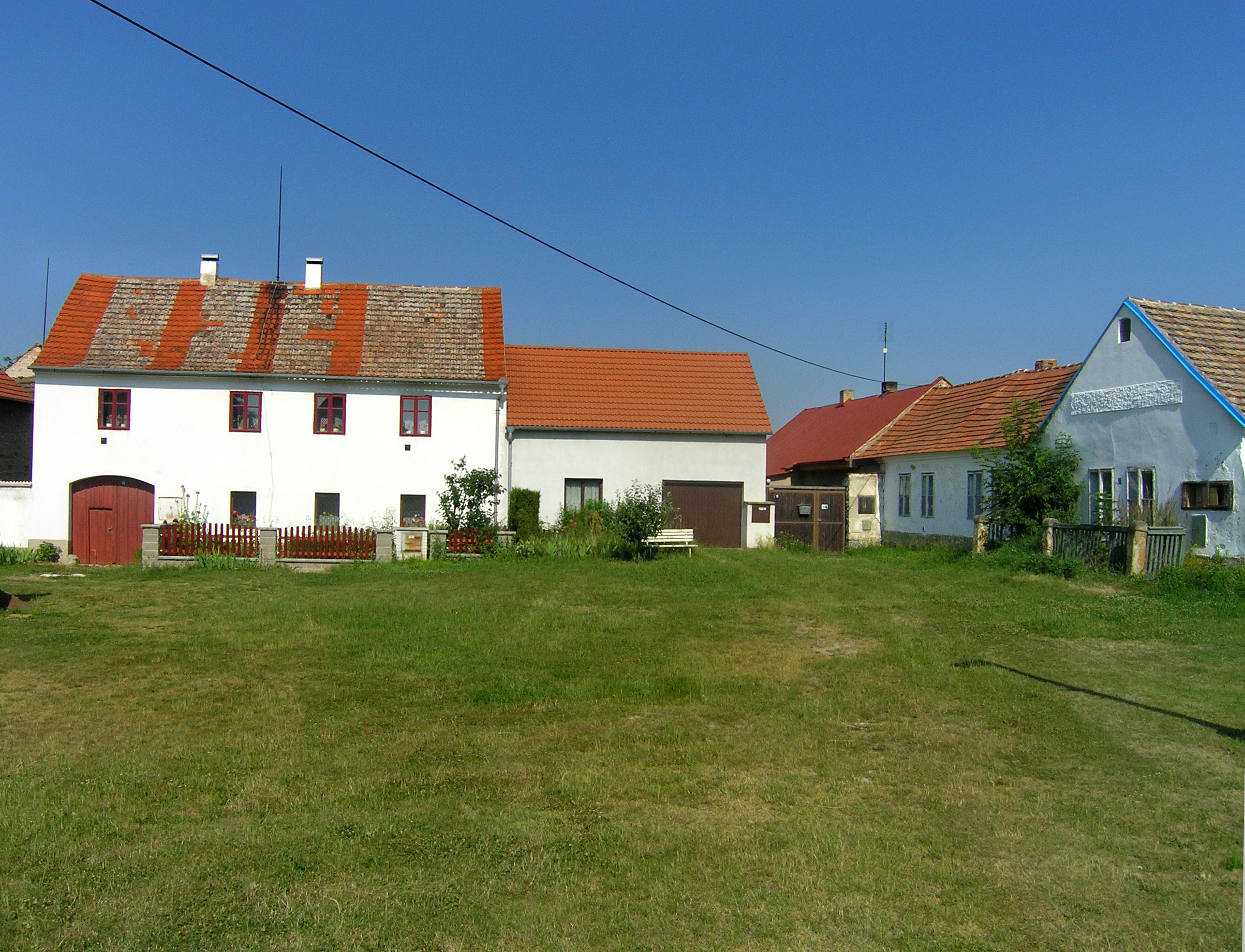
Severozápadní část pohořické návsi
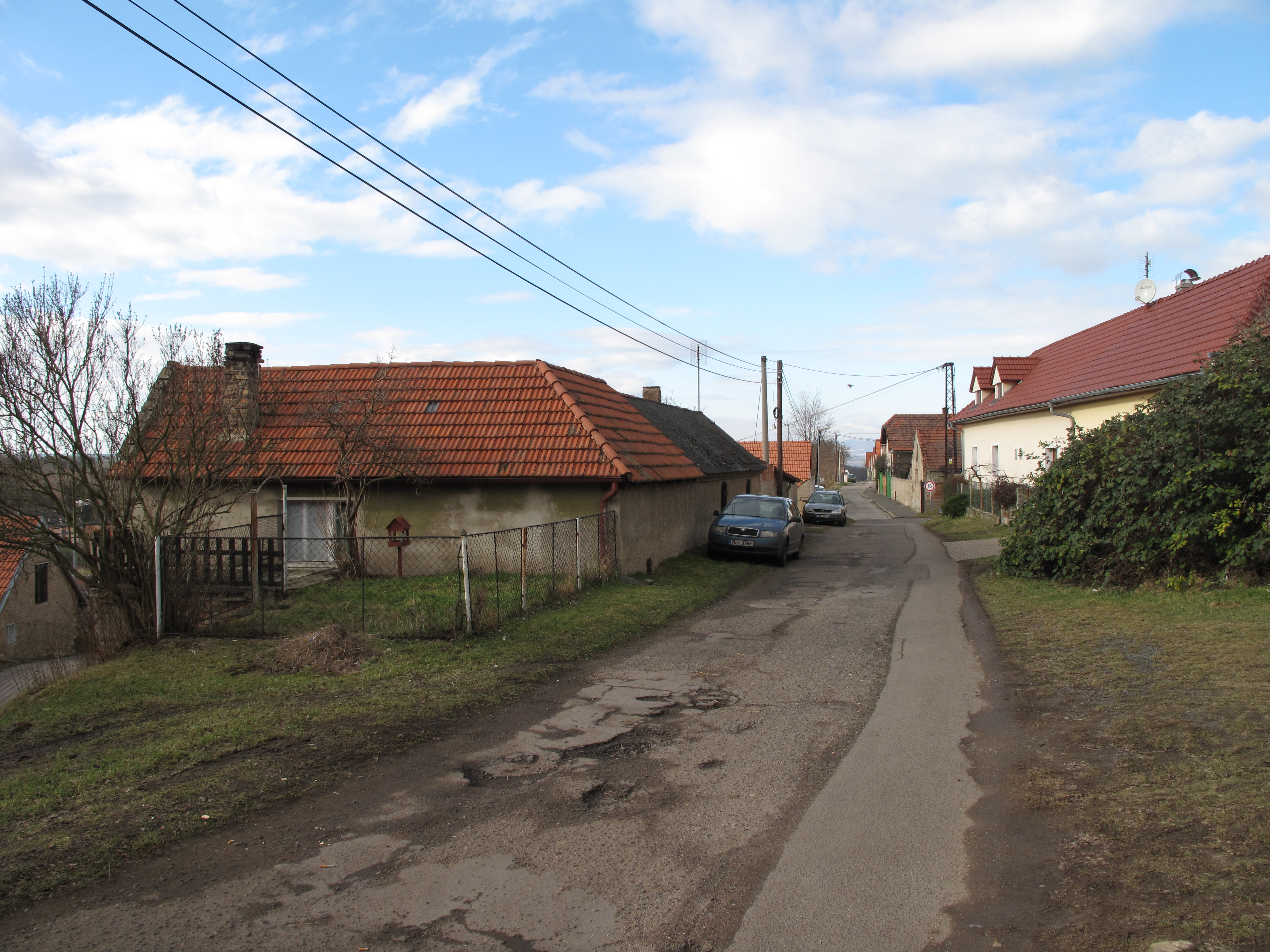
Ulice směrem k Vinohradu
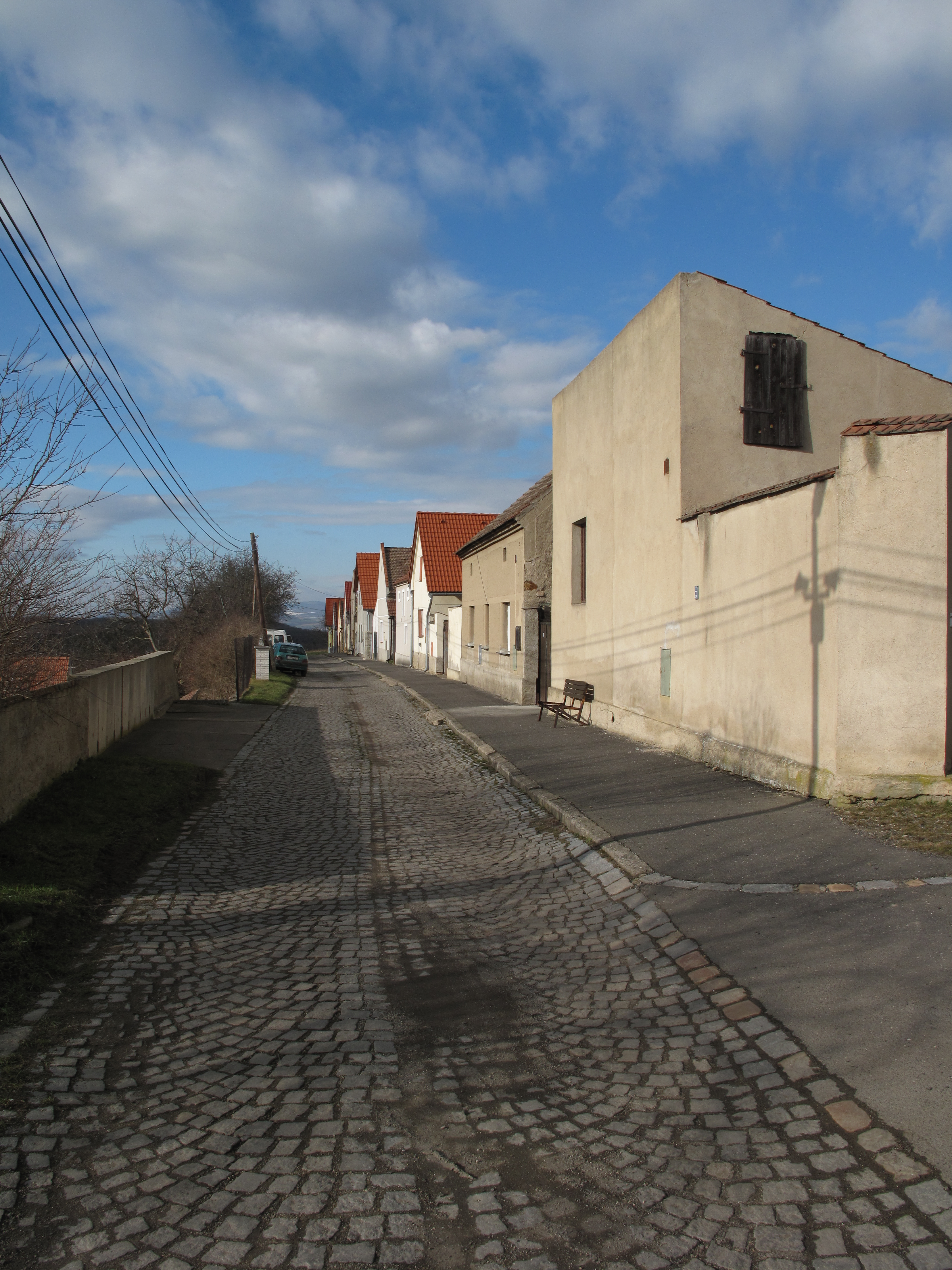
ulice místními zvaná Vinohrad
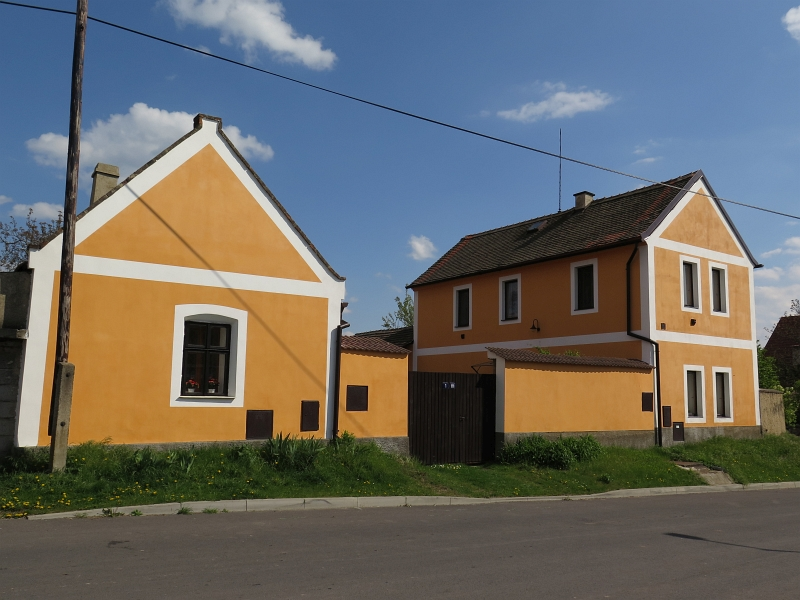
Dům Pohořice č.p. 1 naproti obchodu
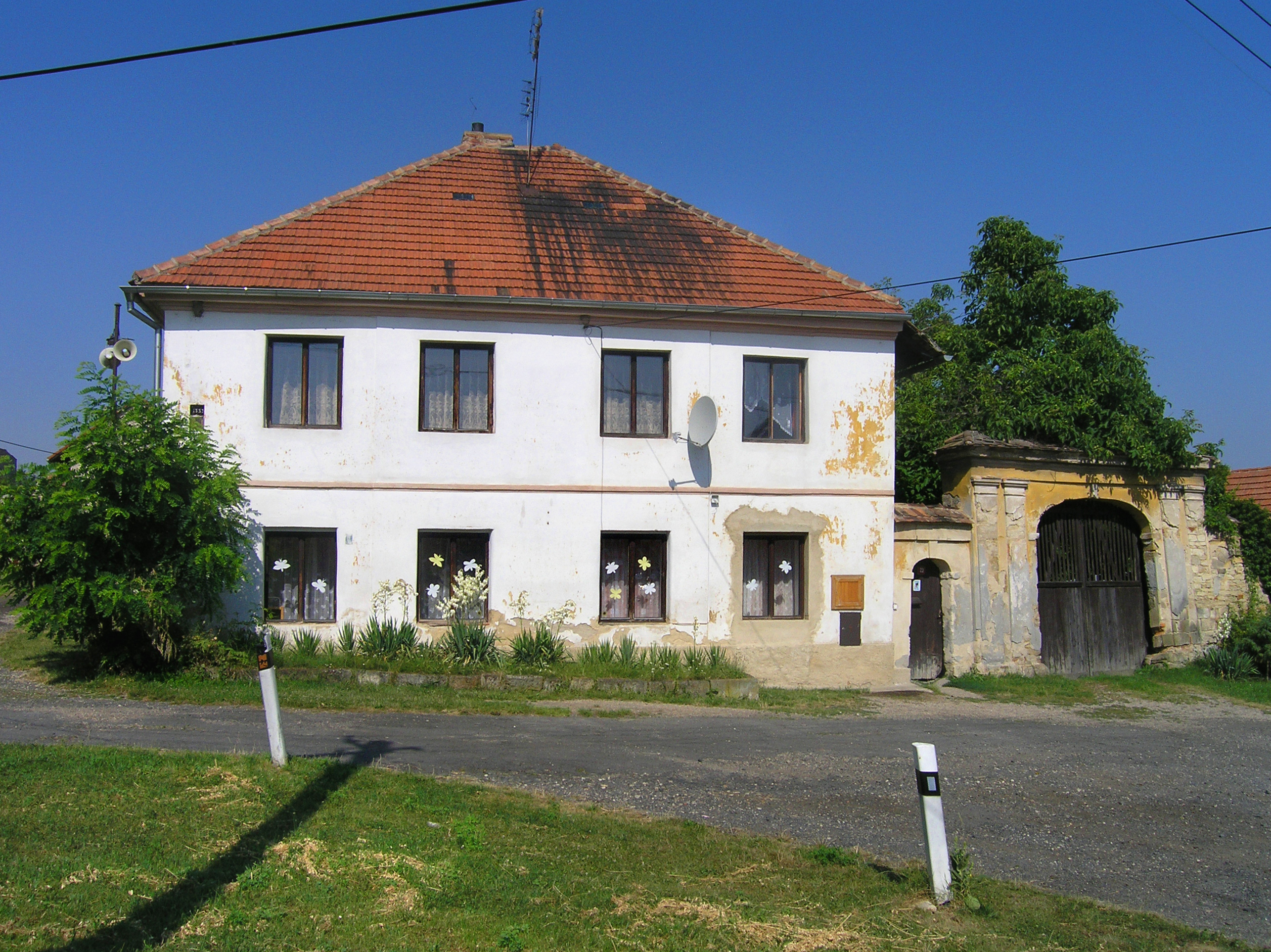
Martiněves náves dům č.p. 23
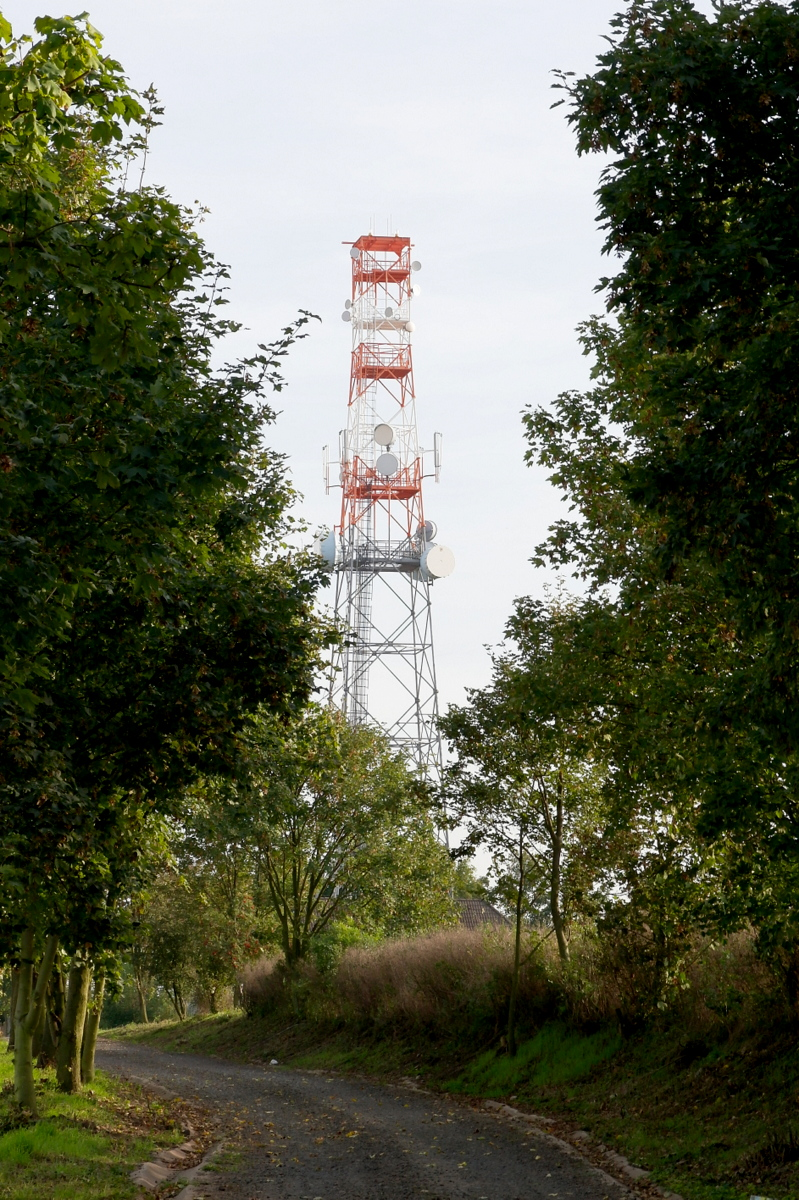
Vysílač jižně od Martiněvsi